# Emma Eames

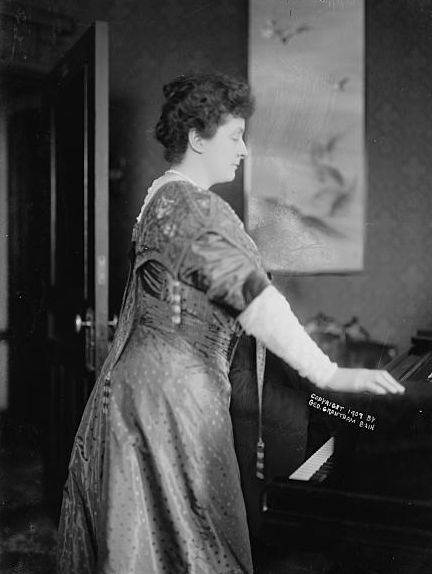
Emma Eames (1907)

Emma Hayden Eames (* 13. August 1865 in Shanghai, China; † 13. Juni 1952 in New York City) war eine amerikanische Opernsängerin (Sopran) und Gesangspädagogin.

## Leben
Emma Eames war die Tochter eines Anwalts, der an internationalen Gerichten arbeitete. Sie studierte vier Jahre lang in Boston und ging dann nach Paris, um bei Mathilde Marchesi zu studieren. Sie wurde 1889 von Charles Gounod ausgewählt, um in der Premiere seiner Oper Roméo et Juliette in der Pariser Opéra die Juliette zu singen. Eames war ein lyrischer Sopran und sie wurde vor allem für ihre Schönheit und Grazie, aber auch für ihre Gesangstechnik und für die dramatische Ausdrucksstärke ihrer Stimme bewundert.
Emma Eames verließ 1891 die Pariser Opéra aufgrund einiger Intrigen, in die die australische Opernsängerin Nellie Melba verwickelt war, und sie ging an die New Yorker Metropolitan Opera, um dort die Juliette zu singen. An der „Met“ wurde sie eines der führenden Mitglieder des Ensembles und sie trat dort bis zum Jahr 1909 in insgesamt 440 Aufführungen auf. In dieser Zeit trat sie auch des Öfteren in London auf.
Nach einer kurzen Unterbrechung ihrer Karriere trat sie 1911 wieder an der Oper in Boston auf. Später ging sie unregelmäßig auf Konzerttourneen, meist zusammen mit ihrem zweiten Ehemann, dem amerikanischen Bariton Emilio Edoardo de Gogorza, von dem sie später geschieden wurde. 1916 trat sie endgültig von der Bühne zurück. Von 1936 an lebte sie in New York, wo sie Gesangsunterricht gab. Hier starb sie, 86 Jahre alt, am 13. Juni 1952.

## Werke
- Some Memories and Reflections, 1927 (Autobiographie)